# Our Gang
Our Gang, também chamado de  The Little Rascals ou Hal Roach's Rascals, é uma série norte-americana de filmes curtos que mostra o cotidiano de um grupo de crianças pobres de uma vizinhança e as aventuras por elas vividas.

## Histórico
Criada pelo produtor de comédias Hal Roach, Our Gang foi produzida no Hal Roach Studios, a partir de 1922, ainda durante a era dos filmes mudos, quando era distribuído pela Pathé.  Roach mudou a distribuidora para a Metro-Goldwyn-Mayer (MGM) em 1927. Com o advento do cinema falado, em 1929, continuou a produzi-la até 1938, quando a vendeu para a MGM, que deu continuidade até 1944. 
Ao todo foram feitos 220 episódios e um longa-metragem, General Spanky, que tiveram 41 atores-crianças. Na metade da década de 1950, a produtora de Roach passou a produzir novos episódios para a televisão, com o título de The Little Rascals, uma vez que a MGM detinha os direitos sobre a marca Our Gang.
A série ficou notória por mostrar as crianças em atuação relativamente natural. Enquanto em outras filmagens as crianças são treinadas para imitar o estilo de atuação dos adultos, Hal Roach e o diretor original Robert F. McGowan trabalhavam de modo a não afetá-las, para que as nuances deixassem a aparência de crianças normais. Our Gang também foi notável por apresentar meninos e meninas, brancos e negros, todos juntos num mesmo grupo e em igualdade, uma inovação segundo o historiador do cinema Leonard Maltin. Esta interação nunca havia sido mostrada no cinema antes, mas passou a ser comum após o sucesso da série.

## Elenco
- Clifton Young

## Galeria
Alguns personagens da série:

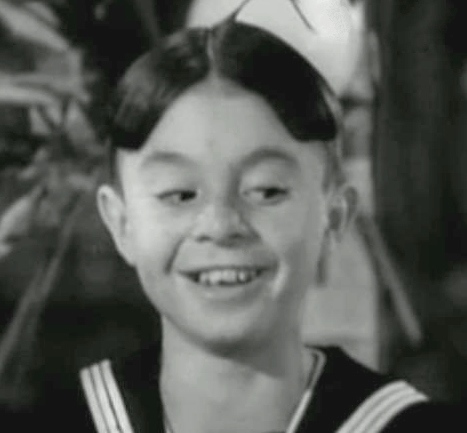
Alfafa
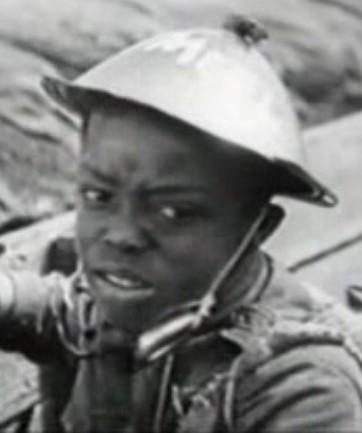
Sunshine Sammy
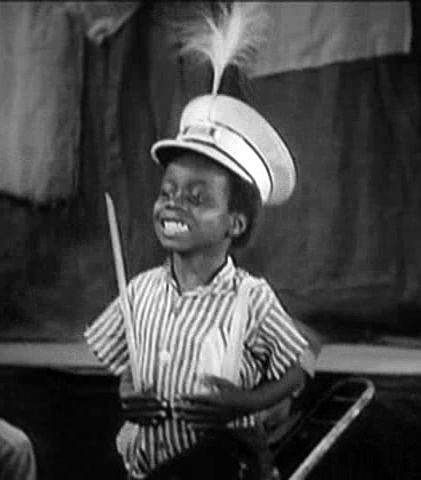
Buckwheat
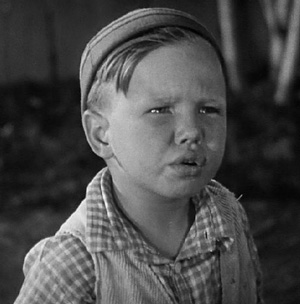
Wheezer
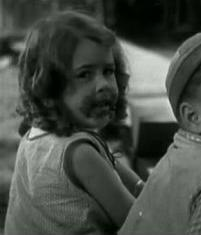
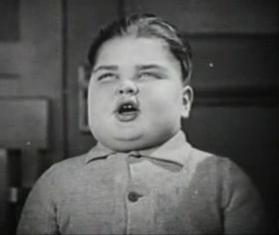
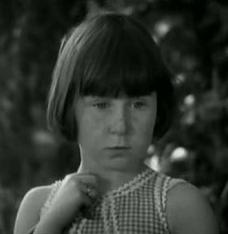
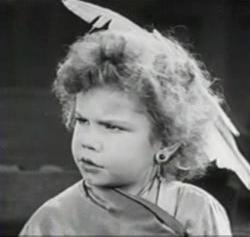
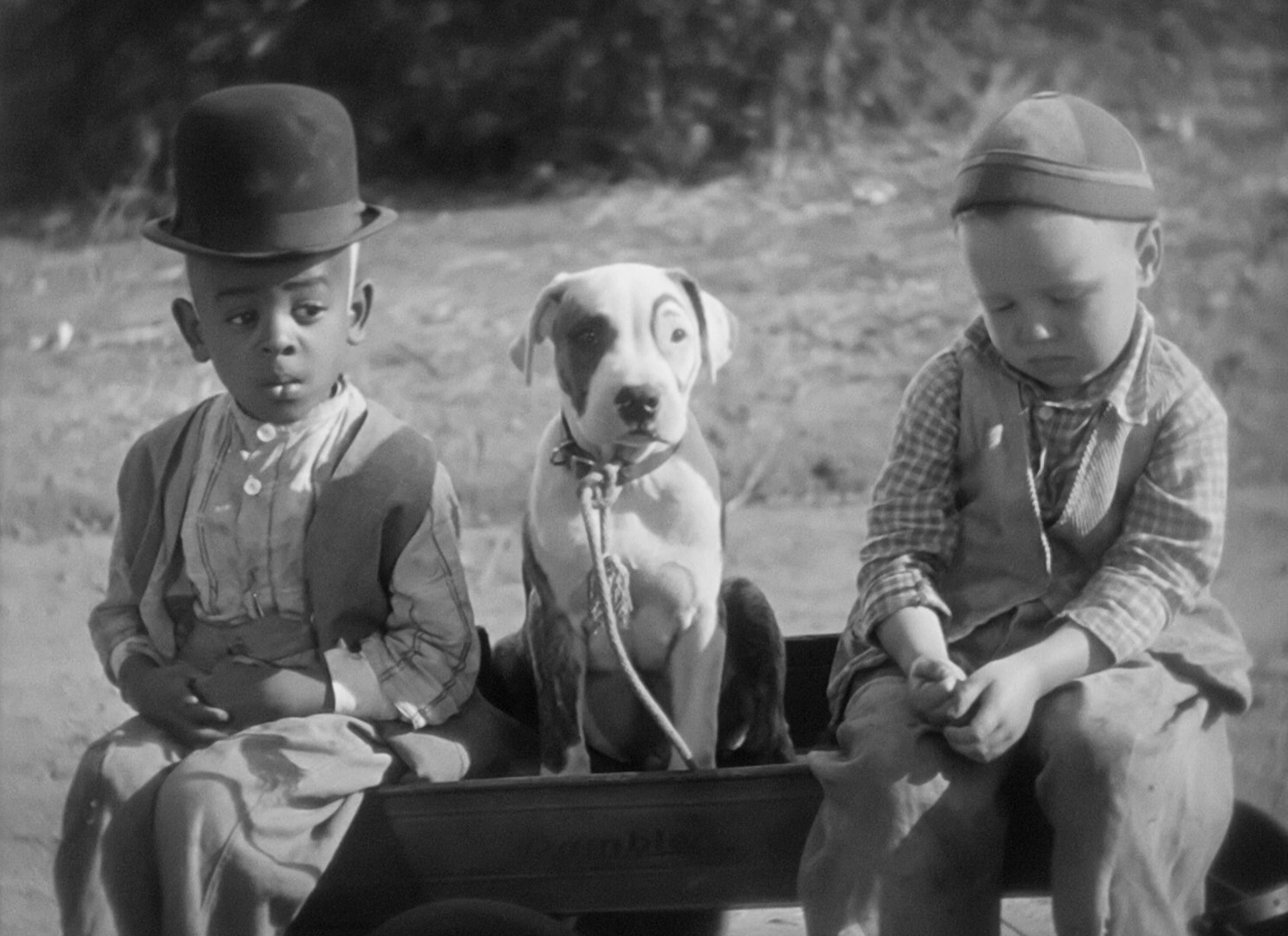
Matthew Beard, o cão Petey (Pete the Pup), e Bobby Hutchins no episódio "School's Out", de 1930.